# Tortilla paraguaya
La tortilla paraguaya (en guaraní: mbule'éu) es una masa frita salada típica de la gastronomía de Paraguay. La preparación más básica está hecha de harina de trigo, leche, agua, huevos; pero ocasionalmente se le agrega queso Paraguay, choclo fresco, harina de maíz nixtamalizada o algunas hortalizas. Se consume frecuentemente con café, mate cocido, con otras comidas o como aperitivo del tereré, es decir, la entradilla conocida como «tereré rupá».
A pesar de que comparte nombre con la tortilla mexicana u otras tortillas americanas, en realidad se trata de una preparación distinta que consiste en freír la masa batida. Tampoco se trata de la tortilla de harina de trigo. Básicamente, la diferencia consiste en que la tortilla mexicana está elaborada a base de maíz nixtamalizado y con una consistencia parecida al crepé, mientras que la tortilla paraguaya es batida y freída, la cual adquiere una consistencia más elástica parecida a los buñuelos o al omelet.

## Características
La preparación más tradicional de este refrigerio consiste en batir la harina de trigo, los huevos, la leche, el queso Paraguay, el agua y la sal hasta adquirir una pasta homogénea no muy líquida, lo suficiente para voltear la masa a la sartén a cucharadas al momento de freír. La mezcla no debe ser moldeable como la torta frita, que es otra preparación con ingredientes similares y que emplea la misma técnica de cocción.
Es una preparación versátil que puede incluir cebollita de verdeo, cebolla blanca, harina de maíz paraguaya u otras hortalizas. Otra variante que se prepara usualmente es la tortilla de choclo, el cual lleva los ingredientes base complementado con el choclo fresco. La tortilla de choclo paraguaya tampoco guarda relación con la tortita de choclo peruana, debido a que esta última se elabora solamente con choclo y huevos.